# 3 января
3 января — 3-й день года  по григорианскому календарю.
До конца года остаётся 362 дня (363 дня в високосные годы).
До 15 октября 1582 года — 3 января по юлианскому календарю, с 15 октября 1582 года — 3 января по григорианскому календарю.
В XX и XXI веках соответствует 21 декабря по юлианскому календарю.

## Праздники и памятные дни
См. также: Категория:Праздники 3 января

### Международные
- — Международный день рождения соломинки для коктейлей (англ. Drinking Straw Day)[2].

### Религиозные
Католицизм
- Память святой Женевьевы.

 Православие
- Память мученицы Иулиании девы и с нею 500 мужей и 130 жён, в Никомидии пострадавших (ум. 304)[5];
- память святителя Петра, митрополита Московского и всея России чудотворца (ум. 1326);
- память священномученика Михаила Киселёва, пресвитера (ум. 1918);
- память священномученика Сергия Цветкова, диакона (ум. 1937);
- память священномученика Никиты (Прибыткова), епископа Белёвского (ум. 1938);
- память священномученика Леонтия Строцюка, диакона (ум. 1940);
- память мученика Фемистоклея Мирликийского (ум. 251)[6];
- память мученицы и княгини Иулиании Вяземской, Новоторжской (ум. 1406);
- память блаженного Прокопия, Христа ради юродивого, Вятского (ум. 1627);
- память святителя Филарета (Амфитеатрова), в схиме Феодосия, митрополита Киевского (ум. 1857).

### Именины
- Католические: Женевьева
- Православные: Леонтий, Михаил, Никита, Пётр, Прокопий, Сергей, Ульяна, Фемистоклей, Феофан, Филарет

## События
См. также: Категория:События 3 января
- Один из дней, когда Земля проходит перигелий (в частности, в 2019, 2024, 2026 и др. годах); в нашу эпоху — обычно в период с 2 по 5 января.

### До XIX века
- 1431 — герцог Бургундии продал за 10 000 франков захваченную в плен в результате предательства Жанну д’Арк епископу Кошону, действовавшему от имени английского короля.
- 1491 — Юристу Петру Равенскому, магистру канонического права, была выдана привилегия на издание его сочинения «Феникс». Древнейший из известных нам документов авторского права.
- 1542 — Иван Фёдорович Бельский схвачен на своём дворе по приказу Шуйских и отправлен в Белоозеро, где был позднее умерщвлён.
- 1570 — Иван IV послал грамоту донским казакам[7].
- 1638 — В Амстердаме открылся первый постоянный театр Голландии «Схаубург».
- 1777 — Сражение при Принстоне.
- 1799 — В Константинополе был подписан Русско-турецкий договор, оформивший вступление Турции в антифранцузскую коалицию.

### XIX век
- 1814 — в ходе Войны шестой коалиции началась осада Меца.
- 1857 — в России образован Главный комитет по крестьянскому делу.
- 1868 — на императорском совете в Японии был провозглашён Манифест о реставрации императорской власти. Войска Сацума и Тёсю захватывают императорский дворец в Киото, и лидеры альянса провозглашают восстановление власти императора — Реставрацию Мэйдзи. Бруклинский мост
- 1870 — началось сооружение Бруклинского моста.
- 1888 — в Вашингтоне американский предприниматель Марвин Стоун запатентовал соломинку для коктейлей. Тогда соломинки изготовлялись из бумаги.

### XX век
- 1905 — Началась забастовка рабочих Путиловского завода.
- 1906 — Была разгромлена Красноярская республика.
- 1911 — землетрясение разрушает город Верный в Туркестане.
- 1924
  - 1-й Студией МХАТ была поставлена пьеса Алексея Николаевича Толстого «Любовь — книга золотая» («Золотая книга»).
  - Спустя два года после обнаружения гробницы египетского фараона Тутанхамона британская экспедиция под руководством археолога Говарда Картера нашла главное сокровище гробницы: каменный саркофаг фараона. Когда в феврале саркофаг вскрыли, внутри оказался золотой гроб с его мумией.
- 1925 — Бенито Муссолини принял титул «дуче».
- 1934 — В СССР был успешно проведён эксперимент по обнаружению самолёта радиолокационным методом.
- 1959
  - Закончила работу антарктическая станция Советская.
  - На Кубе последняя воинская часть, верная режиму Батисты, сдалась революционерам. Окончательная победа революции.
  - Аляска стала сорок девятым штатом США.
- 1961
  - США разорвали дипломатические отношения с Кубой.
  - Койвулахтинская авиакатастрофа: при заходе на посадку в Ваасу самолёт Douglas DC-3 компании Aero OY упал в лес в 10 километрах от аэропорта, погибли 25 человек. Крупнейшая авиакатастрофа в Финляндии.
- 1962 — папа римский отлучил от церкви Фиделя Кастро.
- 1976 — катастрофа Ту-124 под Наро-Фоминском.
- 1977 — произведён первый компьютер фирмы Apple.
- 1987 — катастрофа Boeing 707 под Абиджаном.
- 1993 — в Москве был подписан договор между Россией и США о дальнейшем сокращении и ограничении стратегических наступательных вооружений.
- 1994 — катастрофа Ту-154 под Иркутском. Все 116 пассажиров, 9 членов экипажа и 1 человек на земле погибли.

### XXI век
- 2004 — катастрофа Boeing 737 под Шарм-эш-Шейхом, погибли 148 человек.
- 2018 — АМС «Чанъэ-4» впервые в истории совершил мягкую посадку на обратную сторону Луны.
- 2020 — США нанесли авиаудар по аэропорту Багдада, в результате которого был убит Касем Сулеймани.

## Родились
См. также: Категория:Родившиеся 3 января

### До XIX века
- 106 до н. э. — Марк Туллий Цицерон (убит в 43 до н. э.), римский оратор, философ и политический деятель.
- 1591 — Валантен де Булонь (ум. 1632), французский художник эпохи барокко.
- 1740 — Тимофей Тутолмин (ум. 1809), русский военный.
- 1744 — Ипполит Богданович (ум. 1803), русский поэт, переводчик.
- 1777
  - Элиза Бонапарт (ум. 1820), старшая из сестёр императора Франции Наполеона I.
  - Луи Пуансо (ум. 1859), французский математик и механик, академик.
- 1789 — Карл Густав Карус (ум. 1869), немецкий врач, художник и учёный, теоретик романтизма в искусстве.

### XIX век
- 1806 — Генриетта Гертруда Зонтаг, графиня Росси (ум. 1854), немецкая оперная певица, одна из самых выдающихся певиц 1-й половины XIX века.
- 1823 — Роберт Уайтхед (ум. 1905), английский инженер, считающийся изобретателем торпеды.
- 1829 — Конрад Дуден (ум. 1911), немецкий филолог, создатель орфографического словаря немецкого языка.
- 1843 — Вильгельм Гольдбаум (ум. 1912), австрийский и немецкий публицист, юрист, переводчик и редактор.
- 1876 — Вильгельм Пик (ум. 1960), немецкий коммунист, первый президент ГДР (1949—1960).
- 1880 — Сеид Алим-хан (ум. 1944), последний эмир Бухарского эмирата.
- 1883 — Клемент Ричард Эттли (ум. 1967), граф, государственный деятель Великобритании, в 1945—1951 гг. премьер-министр страны.
- 1888 — Хермине Штиндт (ум. 1974), немецкая пловчиха, серебряный призёр летних Олимпийских игр (1912).
- 1892 — Джон Рональд Руэл Толкин (ум. 1973), английский писатель, лингвист, филолог, автор трилогии «Властелин колец» и многих других произведений.
- 1894 — Сейзу Питтс (ум. 1963), американская актриса.
- 1897
  - Мэрион Дэвис (ум. 1961), американская комедийная актриса немого кино.
  - Пола Негри (при рожд. Барбара Аполония Халупец; ум. 1987), американская актриса польского происхождения, секс-символ эпохи немого кино.

### XX век
- 1903 — Александр Бек (ум. 1972), русский советский писатель.
- 1905 — Анна Мэй Вонг (ум. 1961), первая актриса-китаянка, ставшая звездой Голливуда.
- 1906 — Алексей Стаханов (ум. 1977), советский шахтёр, основоположник Стахановского движения, Герой Социалистического Труда.
- 1908 — Евгений Зайцев (ум. 1992), народный художник БССР, член-корреспондент Академии художеств СССР.
- 1912 — Тибор Берцей (ум. 1990), венгерский фехтовальщик, трёхкратный олимпийский чемпион.
- 1921 — Гуннар Эрикссон (ум. 1982), шведский лыжник, олимпийский чемпион.
- 1925 — Григорий Мкртычан (ум. 2003), советский хоккеист и тренер, олимпийский чемпион (1956), двукратный чемпион мира, трёхкратный чемпион Европы.
- 1926 — Нинель Крутова, советская прыгунья в воду, призёр Олимпийских игр, чемпионка Европы.
- 1929
  - Серджо Леоне (ум. 1989), итальянский кинорежиссёр, сценарист, продюсер, создатель жанра спагетти-вестерн («Однажды в Америке» и др.).
  - Гордон Мур (ум. 2023), американский инженер, основатель корпорации Intel.
- 1932
  - Алла Гербер, советский и российский кинокритик, писательница, общественный деятель, правозащитница.
  - Дэбни Коулмен (ум. 2024), американский актёр кино и телевидения.
  - Анатолий Куклин (ум. 2006), советский военный лётчик, космонавт-испытатель.
- 1936 — Николай Рубцов (погиб в 1971), русский поэт.
- 1938 — Александр Лазарев (ум. 2011), актёр театра и кино, народный артист РСФСР.
- 1940 — Цутому Ханахара (ум. 2024), японский борец греко-римского стиля, чемпион Олимпийских игр.
- 1942 — Даниэль Томпсон, французская писательница, режиссёр, сценарист, дочь режиссёра Жерара Ури.
- 1946 — Джон Пол Джонс (наст. имя Джон Ричард Болдуин), британский музыкант, продюсер и композитор, басист и клавишник рок-группы «Led Zeppelin».
- 1948
  - Владимир Стеклов, советский и российский актёр театра и кино, народный артист РФ (2001).
  - Рэнди Уивер[англ.] (ум. 2022), американский сурвивалист и белый сепаратист. Участник инцидента в Руби-Ридж.
- 1949 — Сергей Опёнышев, экономист, политик, депутат Госдумы РФ 1-го созыва, член Совета Федерации (2001—2004).
- 1950 — Евгений Коваленко, советский баскетболист.
- 1953 — Анджело Паризи, британский и французский дзюдоист, олимпийский чемпион (1980), многократный чемпион мира.
- 1954 — Евгений Клюев (ум. 2025), советский, русский и датский поэт, прозаик, драматург, переводчик, журналист, педагог.
- 1956 — Мел Гибсон, американский актёр австралийского происхождения, кинорежиссёр, сценарист, продюсер, лауреат двух «Оскаров» и «Золотого глобуса».
- 1958 — Александр Половцев, советский и российский актёр театра и кино, телеведущий.
- 1959 — Фёдор Юрчихин, российский космонавт, Герой РФ.
- 1969
  - Герда Вайсенштайнер, итальянская саночница и бобслеистка, олимпийская чемпионка по санному спорту (1994).
  - Михаэль Шумахер, немецкий автогонщик, 7-кратный чемпион мира в классе «Формула-1».
- 1976 — Ангелос Басинас, греческий футболист, чемпион Европы (2004).
- 1978 — Константин Генич, российский футболист, спортивный журналист и телекомментатор.
- 1980 — Брайан Клэй, американский легкоатлет-многоборец, олимпийский чемпион (2004), чемпион мира (2005) в десятиборье.
- 1985 — Линас Клейза, литовский баскетболист, призёр чемпионатов мира и Европы.
- 1986 — Аса Акира, американская киноактриса и фотомодель.
- 1987 — Рето Берра, швейцарский хоккеист, вратарь.
- 1989
  - Аяка Умэда, японская певица и актриса, участница идол-группы AKB48.
  - Кохэй Утимура, японский гимнаст, трёхкратный олимпийский чемпион, 10-кратный чемпион мира.
- 1994
  - Дуня Здоуц, австрийская биатлонистка.
  - Изакиас Кейрос, бразильский гребец на каноэ, олимпийский чемпион (2020), многократный чемпион мира.
- 1995 — Ким Джису, южнокорейская певица, модель и актриса, участница корейской поп-группы BLACKPINK.
- 1996 — Флоренс Пью, британская актриса кино и телевидения.
- 1997 — Маркета Давидова, чешская биатлонистка, чемпионка мира (2021).
- 1999 — Джорджия Стануэй, английская футболистка, чемпионка Европы (2022).

### XXI век
- 2001 — Дени Авдия, израильский баскетболист.
- 2003 — Грета Тунберг, шведская экологическая активистка.

## Скончались
См. также: Категория:Умершие 3 января

### До XIX века
- 1501 — Алишер Навои (настоящее имя Низамаддин Мир; р. 1441), тюркский поэт, мыслитель и государственный деятель.
- 1788 — Иван Резанов (р. 1726), российский государственный деятель, президент Берг-коллегии, сенатор, тайный советник[8].
- 1795 — Джозайя Веджвуд (р. 1730), английский керамист и предприниматель.

### XIX век
- 1860 — Франц Осипович (Иосифович) Белявский, российский врач и путешественник; автор ряда научных трудов по медицине[9].
- 1864 — Михал Балинский (р. 1794), польский историк и публицист.
- 1871 — Константин Ушинский (р. 1823), педагог, писатель, основоположник научной педагогики в России.
- 1875 — Пьер Ларусс (р. 1817), французский лексикограф и энциклопедист, составитель знаменитого словаря.
- 1894 — Элизабет Палмер Пибоди (р. 1804), создательница первого в США детского сада.
- 1896 — Адольф фон Глюмер (р. 1814), прусский генерал, почётный гражданин Фрайбурга.
- 1900 — Дмитрий Григорович (р. 1822), русский писатель и искусствовед.

### XX век
- 1921 — убит Александр Пархоменко (р. 1886), большевик, участник Гражданской войны в России.
- 1923 — Ярослав Гашек (р. 1883), чешский писатель-сатирик, драматург, фельетонист, журналист.
- 1930 — Владислав Городецкий (р. 1863), украинский архитектор.
- 1941 — Владимир Маковский (р. 1870), советский учёный-механик, специалист в области турбиностроения.
- 1944 — Юргис Балтрушайтис (р. 1873), русский и литовский поэт, переводчик, дипломат.
- 1945 — Эдгар Кейси (р. 1877), американский экстрасенс и врачеватель.
- 1946 — казнён Уильям Джойс (р. 1906), нацистский пропагандист, ведущий англоязычных передач немецкого радио.
- 1956 — Александр Гречанинов (р. 1864), русский композитор.
- 1965
  - Семён Косберг (р. 1903), советский инженер, эксперт в области авиационных и ракетных двигателей.
  - Мильтон Кларк Эвери (р. 1885), американский художник-модернист.
- 1972 — Франс Мазерель (р. 1889), бельгийский художник.
- 1974
  - Джино Черви (р. 1901), итальянский актёр театра и кино.
  - Максим Штраух (р. 1900), актёр театра и кино, театральный режиссёр, народный артист СССР.
- 1979 — Конрад Хилтон (р. 1887), американский предприниматель, основатель сети отелей Hilton.
- 1980
  - убита Джой Адамсон (р. 1910), натуралист, писательница, художница, защитница живой природы.
  - Александр Свешников (р. 1890), хоровой дирижёр, народный артист СССР, Герой Социалистического Труда.
- 1988 — Ирина Мурзаева (р. 1906), советская актриса театра и кино.

### XXI век
- 2003 — Флора Кадар (р. 1928), венгерская актриса театра и кино.
- 2005 — Уилл Айснер (р. 1917), американский художник-иллюстратор, один из «отцов» современного комикса.
- 2007 — Николай Мерзликин (р. 1945), киноактёр, заслуженный артист РСФСР.
- 2008 — Александр Абдулов (р. 1953), актёр театра и кино, кинорежиссёр, сценарист, телеведущий, народный артист РСФСР.
- 2012
  - Михаил Ромадин (р. 1940), живописец, график, художник кино, театра и книги, народный художник России.
  - Юрий Степанов (р. 1930), советский и российский лингвист, семиотик, академик АН СССР и РАН.
- 2013
  - Владимир Ефетов (р. 1924), советский и украинский учёный, хирург-онколог.
  - Серджиу Николаеску (р. 1930), румынский кинорежиссёр, сценарист и актёр.
- 2014 — Григорий Кохан (р. 1931), советский и украинский кинорежиссёр и сценарист, народный артист Украины.
- 2017 — Игорь Волк (р. 1937), космонавт, заслуженный лётчик-испытатель СССР, Герой Советского Союза.
- 2020 — убит Касем Сулеймани (р. 1957), иранский военный деятель, генерал-лейтенант.
- 2022 — Виктор Санеев (р. 1945), советский легкоатлет, трёхкратный олимпийский чемпион по тройному прыжку.
- 2023 — Руслан Хасбулатов (р. 1942), российский политический деятель, учёный и публицист, член-корреспондент РАН.
- 2025 — Евгений Трофимов (р. 1944), российский тренер по лёгкой атлетике в прыжках с шестом; заслуженный тренер России.

## Народный календарь, приметы и фольклор Руси
Пётр Полукорм
- Каков Пётр, таков и сентябрь месяц.
- Поутру на Петра шли кромить сусеки, торкать зерно.
- Сусеки с зерном в этот день «наслушивали»: если приложив ухо к зерну слышали гудение, то это обещало «сердитое» лето.
- Уходя из амбара, надо было преломить лучину да крест-накрест положить поверх зерна для оберега урожая[10].
- В старину крестьянами было подмечено: если снег не укроет землю к этому дню, то урожай в этом году будет скудным[11].